# Central hidroeléctrica Sayano–Shúshenskaya
La central hidroeléctrica Sayano-Shushenskaya (en ruso: Сая́но-Шу́шенская гидроэлектроста́нция, Sayano-Shushenskaya Gidroelekrostantsiya) está situada en el río Yenisei, cerca de la ciudad de Sayanogorsk, en la república de Jakasia, Rusia. Es la mayor central hidroeléctrica del país y la quinta a nivel mundial en energía producida.

## Historia
La construcción de la central comenzó en 1968, siendo inaugurada en 1978. El diseño estuvo a cargo del instituto Hydroproject. Fue parcialmente modificada en 1987.
En 1993 la central fue privatizada pasando a ser la empresa RAO UES su principal accionista. En abril de 2003, el gobierno de Jakasia por iniciativa del gobernador Alexei Lebed comenzó un pleito para invalidar el proceso de privatización. En abril de 2004, la sala de arbitraje de Siberia Oriental falló a favor del gobierno; aunque la sentencia fue recurrida a la Corte Suprema de Apelación.

## Descripción

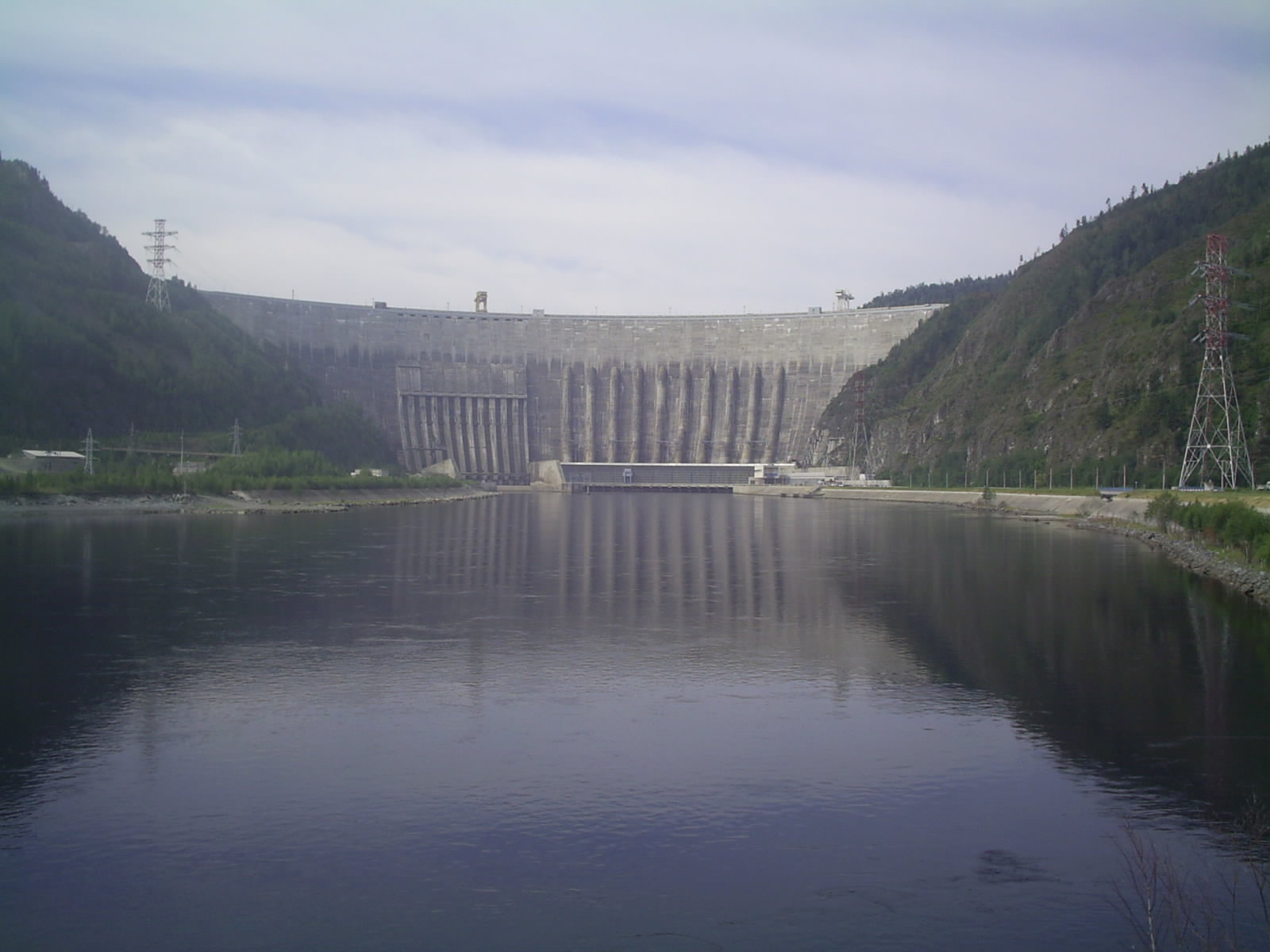
Vista de la central en 2007.

La planta es explotada por RusHydro. A fecha de 2009, la central es la mayor de Rusia y la quinta del mundo por generación media de energía. Supone más de una cuarta parte de la producción de RusHydro. Sus 10 turbinas construidas en el Leningradsky Metallichesky Zavod tienen una capacidad unitaria de 640 MW con un salto de 194 metros. La capacidad total instalada es de 6.400 MW; la producción media anual de 23,5 TWh, con un máximo en 2006 de 26,8 TWh.
Las instalaciones de la planta incluyen la presa, la central eléctrica situada al lado, y un aliviadero adicional que se encuentra en construcción. La presa de arco-gravedad tiene una altura de 242 metros. La longitud de la coronación es de 1.066 metros, con una anchura de 25 metros en la parte superior y 110 metros en la base. 
La presa forma parte del embalse Sayano-Shushenskoe, con una capacidad total de 31,34 km³, una capacidad útil de 15,34 km³ y una superficie de 621 km²

## Significado económico
La central hidroeléctrica es uno de los principales elementos para cubrir picos de demanda del Sistema de Energía Unificado de Rusia y Siberia. Uno de los mayores demandantes es la Factoría Metalúrgica de Sayanogorsk. En años muy lluviosos, se llegan a perder en torno a 1.600–2.000 GWh debido a la inexistencia de una red de transporte de alta tensión y a deficiencias en las turbinas. 

## Accidente de 2009
El 17 de agosto de 2009, a las 8:15 hora local (00:15 GMT), la sala de turbinas quedó inundada. Según el Ministerio para Situaciones de Emergencia, 12 personas murieron en el accidente y 64 fueron dadas como desaparecidas, aunque con pocas expectativas de ser encontradas con vida. Como resultado del accidente, dos de las diez turbinas quedaron totalmente destruidas y otras dos dañadas.
La producción de energía desde la central cesó completamente tras el accidente, registrándose varios apagones en zonas urbanas. Las fundiciones de aluminio de Sayanogorsk y Jakasia fueron desconectadas de la red. Un portaavoz de RUSAL afirmó que la fundición de Sayanogorsk continuó trabajando con total normalidad supliéndose de fuentes alternativas. Sin embargo, las fundiciones de Krasnoyarsk, Kemerovo y Novokuznetsk funcionaron de manera reducida. La central hidroeléctrica será puesta en marcha dentro de un mes o un mes y medio tras el accidente, mientras que el reemplazo de las turbinas dañadas requerirá más de cuatro años.
El accidente provocó una mancha de aceite que se extendió 15 km² aguas abajo. De acuerdo con el ministro de emergencias Sergey Shoigu, no existió riesgo inminente de inundación de la localidad ribereña de Cheryomushki.
Las acciones de RusHydro en la Bolsa de Londres fueron suspendidas después de que se devaluaran un 13%. Se estima que RusHydro perderá, como consecuencia del accidente, 100 millones de dólares.
En 1998, y posteriormente, se había informado de que las características de la construcción habían cambiado peligrosamente, y que no podría soportar la presión cada vez mayor de las continuas crecidas de primavera.